# ФК Ним
Ним Олимпик (фр. Nîmes Olympique) француски је фудбалски клуб из Нима основан 1937. године. Клуб се такмичи Првој лиги Француске, а домаће утакмице игра на стадиону Костјер капацитета 18.482 места.

## Познати играчи
| - Иван Бек - Лоран Блан - Ерик Кантона - Филип Веркрујс - Александар Вилаплан - Хосе Луис Кучуфо |  | - Мехмед Баждаревић - Милко Ђуровски - Ненад Ковачевић - Јосип Пирмајер - Фадиљ Вокри |  |